# Johann Gottlieb Otto Tepper
Johann Gottlieb Otto Tepper (Neutomischel (Pruisen), 19 april 1841 - Norwood, 16 februari 1923) was een Australische botanicus, entomoloog en leraar. Hij werd geboren in Neutomischel in Pruisen (tegenwoordig Nowy Tomyśl in Polen). Zijn familie emigreerde om religieuze redenen in 1847 naar Australië. Tepper werd in 1865 genaturaliseerd.
Hij volgde een opleiding tot leraar en gaf van 1867 tot 1883 les op  verschillende plaatsen in Zuid-Australië. Hij kreeg dan een benoeming aan het museum van Zuid-Australië in Adelaide, waar hij in 1888 werd aangesteld als entomoloog, numismaticus en bibliothecaris. Hij beschreef zowel planten als insecten uit Zuid-Australië. Hij was lid van de Royal Society of South Australia vanaf 1878; een fellow van de Linnean Society of London in 1879 en van diverse andere wetenschappelijke verenigingen. Hij stierf in 1923 in Norwood, een voorstad van Adelaide.
Hij beschreef 164 soorten insecten, onder meer de sabelsprinkhanengeslachten Chlorobalius met de soort Chlorobalius leucoviridis en Ephippitythoidea met de soort Ephippitythoidea sparsa.
Diverse soorten zijn naam hem vernoemd, waaronder de plantensoorten Dodonaea tepperi, Helichrysum tepperi en Stylidium tepperianum, een soort die voorkomt op Kangaroo Island, en de insectensoorten Apteronomus tepperi, Pseudoliara tepperi en Conoderus tepperi.